# Normanby-by-Spital
Normanby-by-Spital – wieś w Anglii, w hrabstwie Lincolnshire, w dystrykcie West Lindsey. Leży 17 km na północ od Lincoln i 210 km na północ od Londynu.